# Родригес Вехар, Максимилиано
Максимилиано Амлександер Родригес Вехар (исп. Maximiliano Alexander Rodríguez Vejar; род. 31 мая 2000, Сантьяго) — чилийский футболист, нападающий клуба «Уачипато».

## Клубная карьера
родригес — воспитанник клубов «Коло-Коло» и «Уачипато». 29 сентября 2018 года в матче против «Сан-Луис Кильота» он дебютировал в чилийской Примере в составе последних. 17 апреля 2021 года в поединке против «Ньюбленсе» Максимилиано сделал «дубль», забив свои первые голы за «Уачипато».